# Halle an der Buttergasse

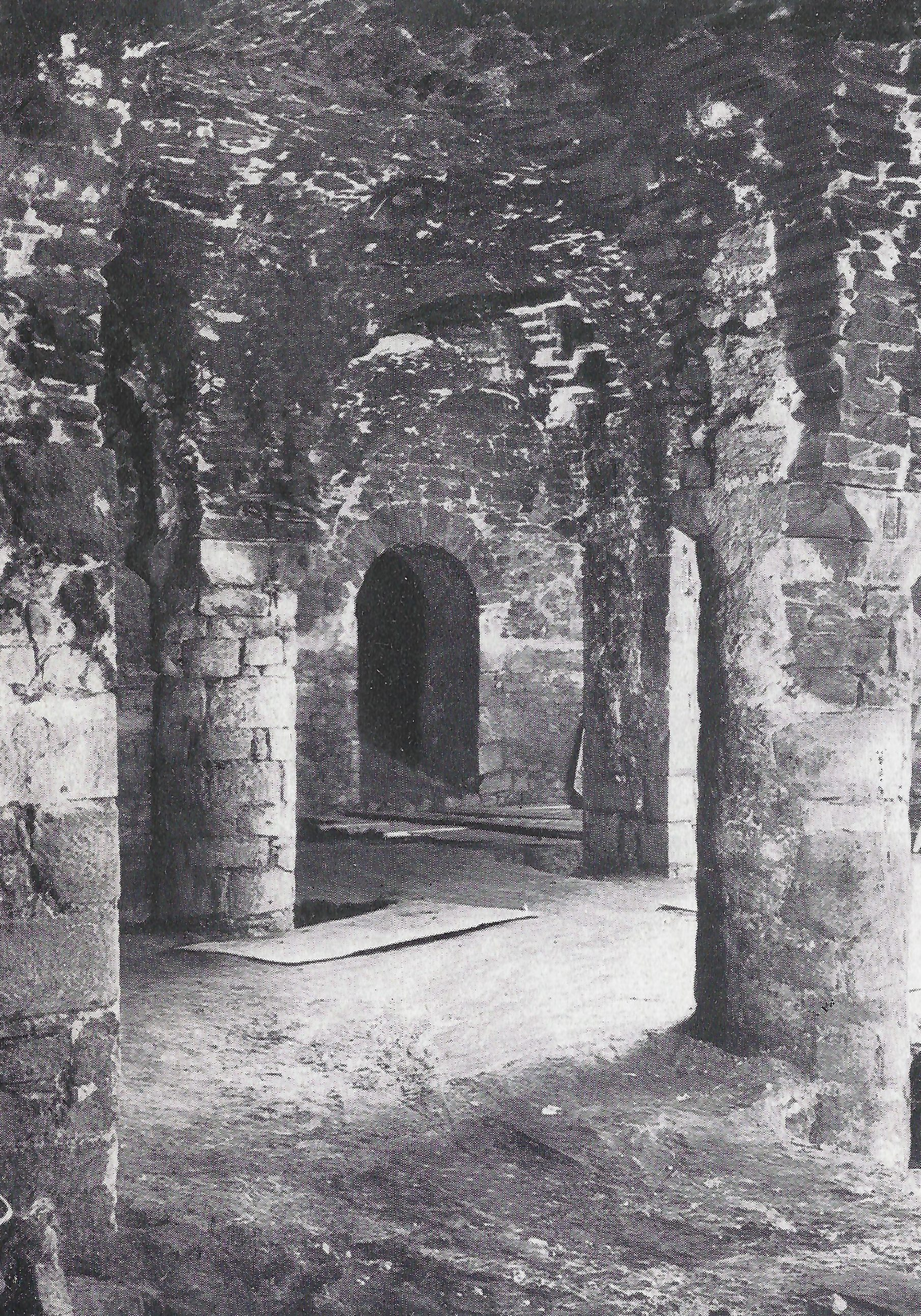
Blick in die Buttergasse kurz nach ihrer Freilegung, etwa 1948/1949

Die Halle an der Buttergasse, zumeist einfach als Buttergasse bezeichnet, ist ein denkmalgeschützter Gewölbekeller auf der Nordseite des Alten Markts in Magdeburg in Sachsen-Anhalt.

## Lage
Der Zugang zum im Denkmalverzeichnis des Landes Sachsen-Anhalt eingetragenen Gewölbe erfolgt über das Gebäude Alter Markt 13. Der Zugang führt vorbei an historischen Hauszeichen aus der Magdeburger Altstadt. Unmittelbar östlich des Gewölbes verläuft die heute unbenannte Buttergasse.

## Architektur

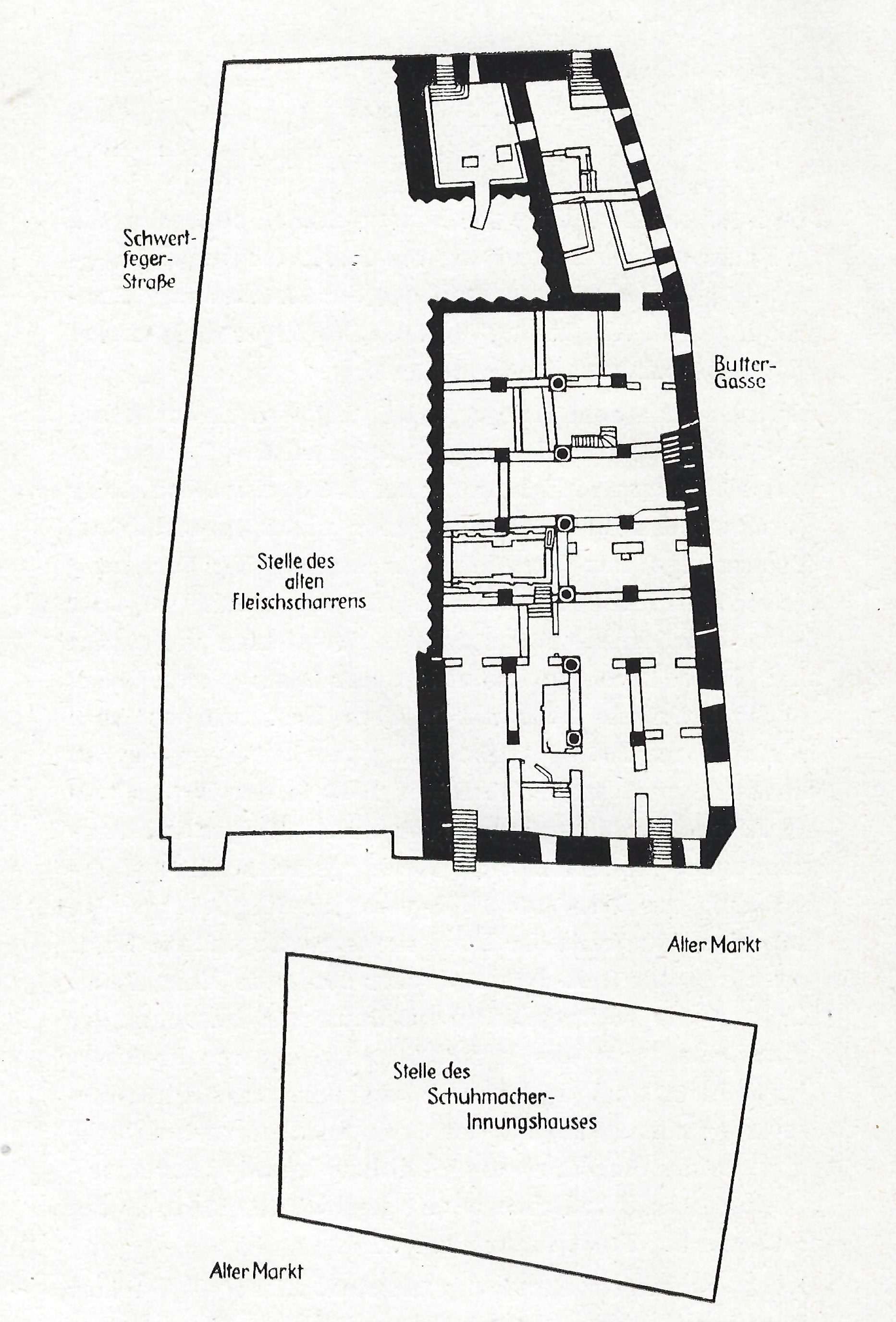
Grundriss der Buttergasse

An der Ecke Alter Markt/Buttergasse befindet sich ein Grundstück mit einer unterhalb des heutigen Straßenniveaus gelegenen vierschiffigen Halle. Architektonisch wird die Halle als Bau am Übergang von der Romanik zur Gotik betrachtet. Ihr Grundriss ist annähernd trapezförmig, bei einer Länge von 29,3 Metern. Die Breite beträgt im Süden 15,15 und im Norden 13,55 Meter. Die unverzierten Wände weisen im Grundriss Biegungen auf und weisen unterschiedliche tiefe Fundamente auf. Die Wandstärke schwankt zwischen 1,00 und 1,30 Meter. Ursprünglich verfügte die Halle über sieben Joche. Seit Umbauten um das Jahr 1715 bestehen jedoch nur noch fünf Joche sowie an der Nord- und Südseite anschließende, mit Tonnengewölbe versehene Nebenräume. Errichtet wurde die Halle aus unverputzten Grauwackesteinen. Nur die Kapitelle und die meisten Steine der Pfeiler bestehen aus anderem Gestein, wie Quarzit und wohl auch Bernburger Sandstein.
Es bestehen vier in Nord-Süd-Richtung verlaufende Pfeilerreihen, mit jeweils sechs Pfeilern. Die seitlichen Pfeiler der Halle verfügen über einen quadratischen, die Mittleren über einen runden Grundriss, wobei die Gründungstiefe sich unterscheidet. Es wird angenommen, dass die eckigen Pfeiler erst etwas später gesetzt wurden, als eine zuvor bestehende flache Decke durch das Gewölbe ersetzt wurde und hierfür weitere Pfeiler erforderlich waren. Bekrönt sind die Pfeiler von Zwickelkapitellen aus Bernburger Sandstein, deren Entstehung in die zweite Hälfte des 12. oder die erste Hälfte des 13. Jahrhunderts datiert wird. Zum Teil passen die Kapitelle nicht zum jeweiligen Pfeiler, so dass angenommen wird, dass sie ursprünglich für einen anderen Bau, möglicherweise als Säulenbasis, vorgesehen waren. Die ursprünglichen Fenster der Halle befanden sich auf der Ostseite. Von dieser Seite her bestand auch ein Zugang über eine steinerne Treppe. Die Türöffnung hatte eine Breite von 1,50 Metern und muss so eine zweiflügelige Tür erfordert haben. In der Nordwand des östlichen Seitenschiffs befindet sich eine 1,35 Meter breite Rundbogenpforte, die zum nördlich angrenzenden Tonnengewölbe führt.
Das Deckengewölbe der Halle besteht aus Lang- und Quertonnen, die sich kreuzweise durchdringen. Im östlichen Seitenschiffe sind die Scheitelpunkte etwas in Richtung Osten verschoben, was den ursprünglich von Osten her bestehenden Lichteinfall begünstigte. Vermutlich stand das ursprünglich oberhalb der Halle gelegene Gebäude nicht auf allen Seiten frei.
Das nördlich angrenzende Tonnengewölbe wird als Nebengelass der Halle betrachtet. Aus der Anlage der Rundbogenpforte ergibt sich, dass der sich nördlich anschließende Raum mit seinem Tonnengewölbe zeitgleich mit der Halle errichtet wurde. Es knickt dabei jedoch um zwölf Grad nach Westen ab und folgte so dem Verlauf der Buttergasse. Es ist 13,20 Meter lang und im Süden 5,25 Meter breit, während die Breite im Nordteil 4,40 Meter beträgt. Die Fundamentierung des Tonnengewölbes steigt nach Norden etwas an. Möglicherweise befand sich auch in der Nordwand des Tonnengewölbes eine Tür, zumindest jedoch eine Öffnung. In der Ostwand des Tonnengewölbes befinden sich mehrere Luft- und Lichtöffnungen sowie eine ehemalige Türöffnung, die wohl als Ladeluke diente. Nach Westen hin führt eine schmale Türöffnung von 1,12 Metern Breite zu einem weiteren, kleineren Tonnengewölbe. Es hat eine Länge von 6,80 Metern, bei einer Breite von 4,80 Metern. Ursprünglich dürfte dieses Gewölbe sich weiter nach Süden, möglicherweise bis zur Halle, erstreckt haben. Beide Tonnengewölbe entstanden gleichzeitig. Die westliche Wand besteht aus zwei Mauern, wobei die äußere Mauer älter als das Tonnengewölbe ist. In der Nordwand befindet sich eine 1,20 Meter breite Tür. Eine in der Türöffnung befindliche Treppe wurde noch bis 1945 genutzt.

## Geschichte
Der mittelalterliche Hallenbau wurde wohl ab der Zeit um 1150 erbaut. Vermutlich diente er von Beginn an als Innungshaus der Gerber. Wohl unrichtige Annahmen werteten die Halle als Innungshaus der Kramer, wie man damals die Kaufleute nannte. 
Es wird angenommen, dass der Bau zunächst als zweischiffige Halle mit flacher Holzdecke geplant war. Vermutlich wurde die Fortführung der Bauarbeiten dann über längere Zeiträume unterbrochen. Ursache könnten Brände von 1188 und 1207 gewesen sein. Die Einwölbung mit einem Gratgewölbe erfolgte nach dem Jahr 1207. Vor dem heute bestehenden Gewölbe muss zeitweise einmal tatsächlich eine flache Holzdecke bestanden haben. Der Grund ihrer Entfernung, sei es eine veränderte Nutzung oder die Beseitigung von Schäden, ist unklar. Die erste Hälfte des 13. Jahrhunderts wird als Hauptbauzeit betrachtet, die Fertigstellung war zur Mitte des 13. Jahrhunderts erfolgt.
Zumindest jedoch ab der Zeit um 1350 gehörte der Bau dann der Gerber-Innung und war bis 1764 ihr Innungshaus. Als die Gerber ihr Innungshaus nicht mehr benötigten und es räumten, stand es leer. Durch Brandschutt und Abfall stieg das Niveau in den Straßen bis in das 17. Jahrhundert an und die einstigen Untergeschosse der Häuser wurden allmählich zu richtigen Kellern. Nach dem Dreißigjährigen Krieg erfolgte eine Parzellierung der Halle. Es wurden Trennwände errichtet und die einzelnen Räume vermietet. Die hohen Räume wurden später mit Schutt verfüllt, nur der obere Teil der Gewölbe diente dann noch als Hauskeller. Wohl 1716 wurden die Gewölbe der beiden südlichen Joche durch vier in Nord-Süd-Richtung ausgerichtete Tonnengewölbe ersetzt. Der Grund ist nicht bekannt. Möglicherweise war das Gewölbe durch Brand oder Krieg zerstört worden. Es wird vermutet, das beim Neubau des oberhalb der Halle gelegenen Innungshauses der Schuhmacher der südliche Teil des Gewölbes eingestürzt wurde, da man davon ausging, das es nicht mehr tragfähig war und dann die Ersetzung durch Tonnengewölbe erfolgte. Die Gewölbe wurden mit nachmittelalterlichen Ziegeln im Klosterformat gemauert. Zwischen den beiden südlichsten Pfeilern der Pfeilerreihen wurden bis zur Südwand die Seitenwände der Tonnengewölbe gesetzt. Die Seiten der Pfeiler blieben dabei sichtbar. Die Halle wurde dabei um ungefähr einen Meter nach Süden erweitert. Die neue Südwand wurde dabei aus den alten Steinen neu errichtet. Das Mauerwerk gilt als wenig sorgfältig ausgeführt, was als Zeichen für einen bestehenden Notstand gedeutet wird. In einem Joch wurde das Tonnengewölbe später durch zwei Preußische Kappen ersetzt.

### Grabungsergebnisse
Einen ersten Hinweis auf den in Vergessenheit geratene Gewölbekeller gab 1936 Ernst Wolfrom, der lange Tonnengewölbe beiderseits der Buttergasse angab. 1947 wurden im Zuge der Stadtkernforschung in der im Zweiten Weltkrieg schwer kriegszerstörten Magdeburger Innenstadt der Gewölbekeller wiederentdeckt und freigelegt. Die wissenschaftlichen Ausgrabungsarbeiten begannen im Sommer 1948 unter Leitung von Wilhelm Unverzagt. Verdienste erwarb sich der Magdeburger Heimatforscher Werner Priegnitz. Der spätere Regisseur Hans Joachim Hildebrandt verfasste als Journalist einen Bericht über den Fund des Kellers. Im Zuge der Ausgrabung wurden etwa 2000 m³ Schutt aus dem Gewölbekeller und seinen Nebenräumen entfernt. Dabei stellte man zwei voneinander abgegrenzte Schuttmassen fest. Die untere, ältere Schicht stammte vom Ende des 17. bzw. Anfang des 18. Jahrhunderts und diente wohl eine Zeitlang als Fußboden der Kellerräume. In dem älteren Schutt wurde neben Bauschutt Keramik unterschiedlichster Qualität gefunden. Auffälligere Funde waren das Gesicht eines bärtigen Mannes darstellende Skulptur, eine aus Knochen hergestellte Sonnenuhr und ein barocker Messinghahn. Innerhalb der Halle waren in der zweiten Hälfte des 17. Jahrhunderts in der Zeit nach 1656 Trennwände aus Bruchsteinen entstanden. Im südwestlichen Teil der Halle fand man einen Bereich, der im 17. und Anfang des 18. Jahrhunderts als Fäkaliengrube genutzt wurde. Die Grube war urkundlich erwähnt worden, da sie Teil eines Streits war, in dessen Verlauf am 20. Februar 1656 eine Besichtigung durch den Rat erfolgte. Die Beschaffenheit der Pfeiler im südlichen Teil deuten darauf hin, dass die Halle ursprünglich noch größer war. In der Nordostecke der Halle wurden acht Silbermünzen aus der Zeit zwischen 1562 und 1584 gefunden, die möglicherweise während des Dreißigjährigen Kriegs dort vergraben worden waren. Bei den Ausgrabungen wurden Reste eines aus Eichenholz bestehenden Fußbodens gefunden. Darunter fand sich eine zuvor als Hallenfußboden genutzte Schicht. Der Boden muss zeitweise von West nach Ost angestiegen sein. In dieser Schicht wurden viele Scherben aus dem 13. Jahrhundert gefunden. Ein gefundener Sachsenpfennig aus der Zeit um 1050 wurde so gedeutet, dass hier vor der Halle möglicherweise bereits ein Vorgängerbau stand. 

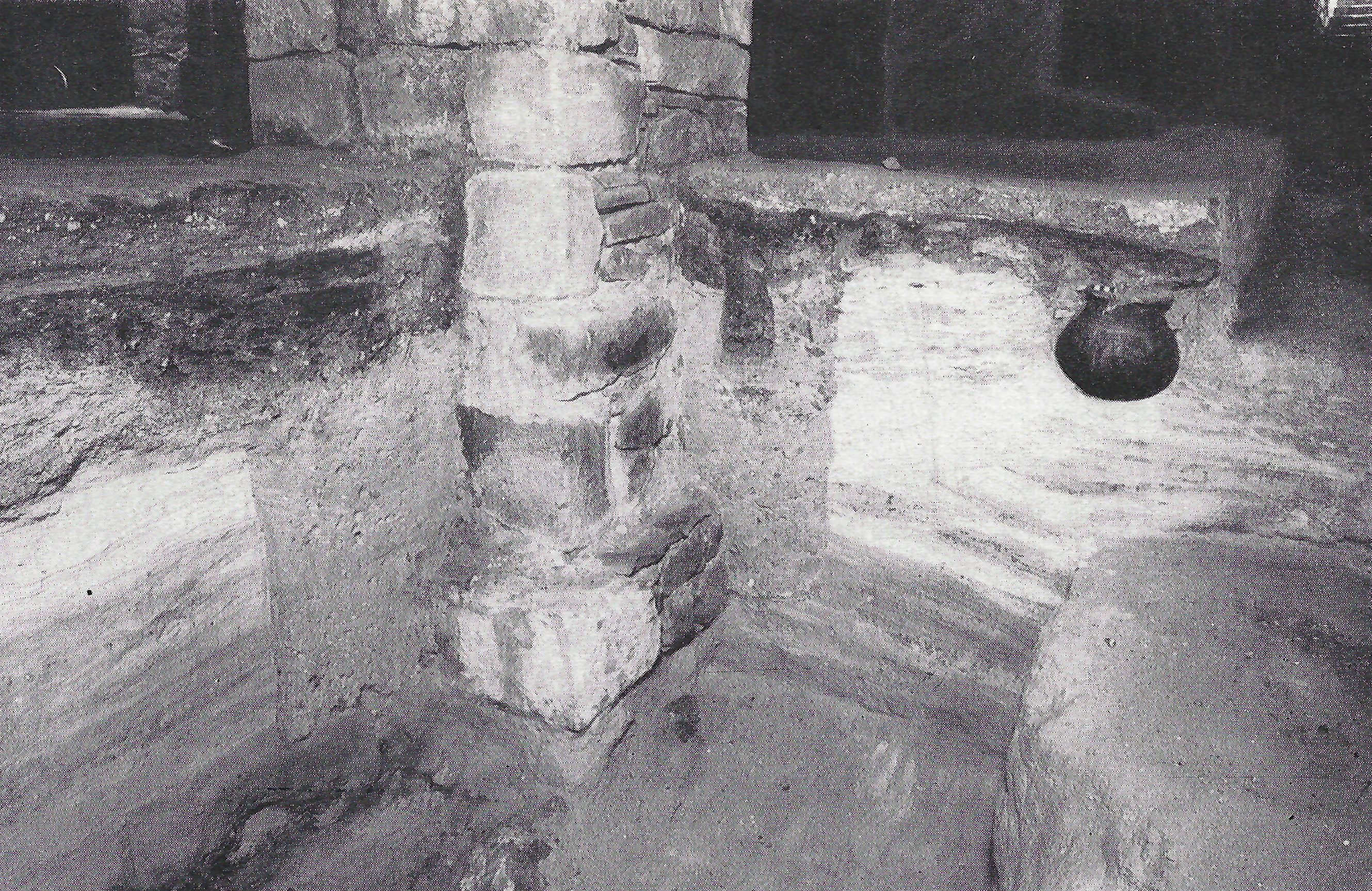
Grabungsschnitt an einem Pfeiler der Halle, erkennbar ein gefundener Kugeltopf

 Im Boden wurde ein aufrecht vergrabener Kugeltopf aus dem 13. Jahrhundert gefunden. Es wird angenommen, dass er als Versteck im Sinne eines Tresors diente. Auch eine Funktion als Bauopfer wurde jedoch erwogen. Außerdem wurden im nördlichen Teil der Halle Reste von zwei birnenförmigen Kannen und zwei Kugeltöpfen entdeckt, die wohl eine ähnliche Funktion hatten. Darüber hinaus fand man weitere Keramik aus dem 13. Jahrhundert, die jedoch in Gruben innerhalb der Halle geworfen worden war. An mehreren Stellen wurden Reste historischer Pflasterungen gefunden. Es fanden sich auch größere Rückstände von Kienteerpech. Zur Westwand hin fand man eine isolierte Steigung, die als Rampe gedeutet wurde, über die möglicherweise einmal mit kleinen Wagen in die Halle gefahren werden konnte. Im mittleren Teil der Halle wurde nach Süden hin ein mit Schutt gefüllter kleiner Keller gefunden, der vermutlich zu einem Vorgängergebäude gehörte. Etwa mittig an der Ostwand der Halle fand man Reste einer Treppe und einer Türöffnung. Bei den Grabungen wurde darüber hinaus festgestellt, dass die Halle ursprünglich etwas kürzer war. Die südlichsten, jetzt rechteckigen Joche, waren ursprünglich ebenfalls quadratisch. Es wurden Reste der ursprünglichen Südmauer und der südwestlichen und südöstlichen Gebäudeecke gefunden.
Bei den Grabungen wurden auch diverse Gegenstände gefunden, darunter eine Eisenhaue, ein Eisenpickel, eine kleine Sichel, mehrere Hufeisen, eine vergoldete Messingschale, eine bronzene Schließe, ein großes Messer, Reste eines Dolches sowie zwei jüngere Zapfhähne. Darüber hinaus wurden Knochen diverser Tiere festgestellt, die vermutlich verspeist worden waren, so von Rind, Schwein, Pferd, Ziege, Schaf, Wildschwein, Hirsch, Reh, Huhn, Gans, Auster und Miesmuschel. Außerdem fanden sich Knochen von Hamstern, Hunden und Katzen sowie Reste von Malermuschel, Teichmuschel und Weinbergschnecke. Diverse Fischgräten konnten keinen Arten zugeordnet werden.
Mit dem erwähnten Sachsenpfennig fanden sich 49 einzelne Münzen aus der Zeit vom 11. bis zum 19. Jahrhundert. Besonders bemerkenswert ist ein niederländischer Dukat von 1610. Im Übrigen handelt es sich eher um kleinere Münzen unterschiedlicher Regionen Deutschlands.
Die Ausgrabung stieß auf großes Interesse auch in der Bevölkerung. Die im Oktober 1948 angebotene Möglichkeit von Führungen musste um vier Wochen verlängert werden. Insgesamt besuchten 14.000 Menschen die Ausgrabungen.

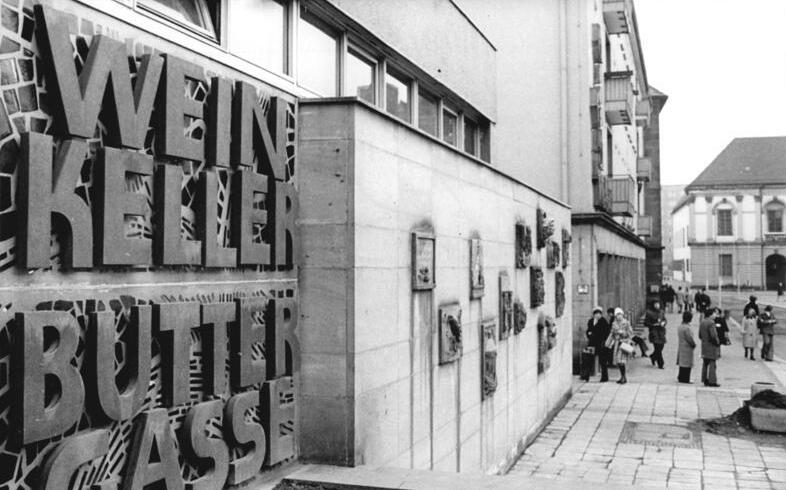
Eingangsbereich zur Buttergasse im Jahr 1976

### Nutzung ab 1970
Den Namen der kleinen Gasse, die nach dem sich nicht an die historische Stadtstruktur haltenden Wiederaufbau der Stadt nach den Zerstörungen des Zweiten Weltkriegs heute unbenannt ist, übertrug man auf den mittelalterlichen Gewölbekeller. Seit 1970 bestand eine Nutzung als Weinrestaurant Buttergasse. Auch heute wird der in ein modernes Gebäude integrierte Keller gastronomisch genutzt.